# Eudoxia de Kiev
Eudoxia de Kiev (en ucraniano: Євдокія Олельківна; fallecida en 1467), fue una princesa moldava, primera o segunda esposa de Esteban III de Moldavia.

## Biografía
Era hermana de Semën de Kiev y prima de Iván III, gran príncipe de Moscovia. Se casó con Esteban III de Moldavia en 1463.
Eudoxia fue probablemente la madre de los dos hijos de Esteban, Bogdan y Pedro, según el historiador Jonathan Eagles. Bogdan murió en 1479, Pedro en 1480. Ambos hijos fueron enterrados en el Monasterio de Putna, establecido por su padre. Cuando Esteban hizo una donación al Monasterio de Hilandar en el Monte Athos el 27 de julio de 1466, especificó que los monjes debían orar por sus parientes, incluidos Eudoxia y sus dos hijos, Alejandro y Helena. Es muy probable que Alejandro fuera idéntico al primogénito y cogobernante de Esteban que murió en 1496, según Eagles.
Murió en el invierno de 1467. Fue enterrada en la Iglesia de Mirăuți (que era la sede del Metropolitano de Moldavia) en Suceava. Su esposo otorgó cien colmenas, un viñedo y un estanque a la iglesia el 15 de febrero de 1469. Su lápida fue redescubierta en 1996.